# Caroline Dolehide
Caroline Dolehide, née le 5 septembre 1998 à Hinsdale (Illinois) est une joueuse de tennis américaine, professionnelle depuis 2016.

## Carrière professionnelle
En double, elle atteint une première fois les demi-finales en Grand Chelem lors de l'US Open 2019 avec sa compatriote Vania King. Elle réitère cette performance 3 fois : Wimbledon 2021 et 2023, US Open 2022.
En simple, elle crée la surprise fin septembre 2023 en atteignant en tant que 111e mondiale la finale du WTA 1000 de Guadalajara en sortant ses compatriotes Peyton Stearns (6-7, 7-6, 7-6), Sachia Vickery (6-3, 4-6, 6-1), la Russe Ekaterina Alexandrova (6-1, 6-2), l'Italienne Martina Trevisan (3-6, 7-6, 6-3) et l'ancienne numéro quatre mondiale Sofia Kenin (7-5, 6-3), pourtant en forme. Elle s'incline lors de la finale contre la tête de série numéro deux du tournoi, María Sákkari qui remporte ainsi son premier WTA 1000 en carrière (5-7, 3-6).
Elle réussit une nouvelle performance intéressante début août 2024 à Washington, sortant en trois manches l'Ukrainienne Lesia Tsurenko (6-1, 3-6, 6-4) et la tête de série numéro deux Daria Kasatkina (2-6, 7-5, 6-0). Elle remporte son match suivant contre la qualifiée Amanda Anisimova (7-6, 6-1) pour parvenir en demi-finale où elle est battue par l'ancienne numéro deux mondiale Paula Badosa (3-6, 3-6).
Fin octobre, elle vainc facilement à Guangzhou la repêchée Elena Pridankina (6-2, 6-1) avant de lutter contre la tête de série numéro deux Marie Bouzková (6-7, 6-4, 7-6) alors qu'elle est menée 1-4 dans le troisième set, contre l'Espagnole Jéssica Bouzas Maneiro (6-4, 4-6, 6-0) et face à l'Italienne Lucia Bronzetti (6-3, 3-6, 7-6) contre qui elle sauve quatre balles de match. Elle dispute sa deuxième finale en carrière contre la Serbe Olga Danilović mais ne fait pas le poids (3-6, 1-6) et manque de remporter son premier titre en carrière.

## Palmarès

### Titre en simple dames
Aucun.

### Finales en simple dames
| No | Date       | Nom et lieu du tournoi              | Catégorie | Dotation    | Surface    | Vainqueure     | Score    |          |
| -- | ---------- | ----------------------------------- | --------- | ----------- | ---------- | -------------- | -------- | -------- |
| 1  | 17-09-2023 | Guadalajara Open Akron, Guadalajara | WTA 1000  | 2 788 468 $ | Dur (ext.) | María Sákkari  | 7-5, 6-3 | Parcours |
| 2  | 21-10-2024 | Guangzhou Open, Guangzhou           | WTA 250   | 267 082 $   | Dur (ext.) | Olga Danilović | 6-3, 6-1 | Parcours |

### Titres en double dames
| No | Date       | Nom et lieu du tournoi                         | Catégorie | Dotation    | Surface    | Partenaire       | Finalistes                        | Score             |          |
| -- | ---------- | ---------------------------------------------- | --------- | ----------- | ---------- | ---------------- | --------------------------------- | ----------------- | -------- |
| 1  | 15-03-2021 | Abierto GNP Seguros Monterrey                  | WTA 250   | 235 238 $   | Dur (ext.) | Asia Muhammad    | Heather Watson Zheng Saisai       | 6-2, 6-3          | Parcours |
| 2  | 06-08-2024 | National Bank Open Presented by Rogers Toronto | WTA 1000  | 3 211 715 $ | Dur (ext.) | Desirae Krawczyk | Gabriela Dabrowski Erin Routliffe | 7-62, 3-6, [10-7] | Parcours |

### Finales en double dames
| No | Date       | Nom et lieu du tournoi                | Catégorie | Dotation    | Surface      | Vainqueures                       | Partenaire       | Score             |          |
| -- | ---------- | ------------------------------------- | --------- | ----------- | ------------ | --------------------------------- | ---------------- | ----------------- | -------- |
| 1  | 06-06-2021 | Nottingham Open Nottingham            | WTA 250   | 235 238 $   | Gazon (ext.) | Lyudmyla Kichenok Makoto Ninomiya | Storm Sanders    | 6-4, 36-7, [10-8] | Parcours |
| 2  | 27-09-2021 | Chicago Fall Classic Chicago          | WTA 500   | 565 530 $   | Dur (ext.)   | Květa Peschke Andrea Petkovic     | Coco Vandeweghe  | 6-3, 6-1          | Parcours |
| 3  | 06-06-2022 | Nottingham Open Nottingham            | WTA 250   | 239 477 $   | Gazon (ext.) | Beatriz Haddad Maia Zhang Shuai   | Monica Niculescu | 7-62, 6-3         | Parcours |
| 4  | 11-02-2024 | Qatar TotalEnergies Open Doha         | WTA 1000  | 3 211 715 $ | Dur (ext.)   | Demi Schuurs Luisa Stefani        | Desirae Krawczyk | 6-4, 6-2          | Parcours |
| 5  | 31-03-2025 | Credit One Charleston Open Charleston | WTA 500   | 1 064 510 $ | Terre (ext.) | Jeļena Ostapenko Erin Routliffe   | Desirae Krawczyk | 6-4, 6-2          | Parcours |
| 6  | 21-07-2025 | Mudabala Citi DC Open Washington      | WTA 500   | 1 282 951 $ | Dur (ext.)   | Taylor Townsend Zhang Shuai       | Sofia Kenin      | 6-1, 6-1          | Parcours |

### Titre en double en WTA 125
| No | Date       | Nom et lieu du tournoi                                   | Catégorie | Dotation  | Surface      | Partenaire     | Finalistes                     | Score     |          |
| -- | ---------- | -------------------------------------------------------- | --------- | --------- | ------------ | -------------- | ------------------------------ | --------- | -------- |
| 1  | 05-06-2023 | Open Internacional Femeni Solgironès La Bisbal d'Empordà | WTA 125   | 115 000 $ | Terre (ext.) | Diana Shnaider | Aliona Bolsova Rebeka Masarova | 7-65, 6-3 | Parcours |

## Parcours en Grand Chelem

### En simple dames
| Année | Open d'Australie | Open d'Australie | Internationaux de France | Internationaux de France | Wimbledon       | Wimbledon          | US Open         | US Open          |
| ----- | ---------------- | ---------------- | ------------------------ | ------------------------ | --------------- | ------------------ | --------------- | ---------------- |
| 2016  | —                | —                | —                        | —                        | —               | —                  | Q1              | Melanie Oudin    |
| 2017  | —                | —                | —                        | —                        | —               | —                  | Q1              | Claire Liu       |
| 2018  | Q2               | Viktória Kužmová | 2e tour (1/32)           | Madison Keys             | 1er tour (1/64) | Daria Gavrilova    | 1er tour (1/64) | Carina Witthöft  |
| 2019  | Q2               | Danielle Lao     | —                        | —                        | Q2              | Tereza Martincová  | 1er tour (1/64) | Wang Qiang       |
| 2020  | Q3               | Shelby Rogers    | Q1                       | Mayo Hibi                | Annulé          | Annulé             | 1er tour (1/64) | A.-L. Friedsam   |
| 2021  | Q1               | Ellen Perez      | Q1                       | Tsvetana Pironkova       | Q1              | Kristie Ahn        | Q3              | Olga Danilović   |
| 2022  | 1er tour (1/64)  | Danielle Collins | Q2                       | Seone Mendez             | —               | —                  | Q1              | Mirjam Björklund |
| 2023  | Q1               | Katie Boulter    | Q1                       | María Carlé              | 1er tour (1/64) | Daria Kasatkina    | 1er tour (1/64) | Clara Burel      |
| 2024  | 2e tour (1/32)   | Coco Gauff       | 1er tour (1/64)          | Danielle Collins         | 1er tour (1/64) | Coco Gauff         | 2e tour (1/32)  | Sara Errani      |
| 2025  | 2e tour (1/32)   | Elina Svitolina  | 2e tour (1/32)           | Jeļena Ostapenko         | 2e tour (1/32)  | Barbora Krejčíková |                 |                  |

N.B. : à droite du résultat se trouve le nom de l'ultime adversaire.

### En double dames
| Année | Open d'Australie                                                                     | Open d'Australie                                                                      | Internationaux de France                                                          | Internationaux de France                                                               | Wimbledon                                                                                 | Wimbledon | US Open                                                                                 | US Open |
| ----- | ------------------------------------------------------------------------------------ | ------------------------------------------------------------------------------------- | --------------------------------------------------------------------------------- | -------------------------------------------------------------------------------------- | ----------------------------------------------------------------------------------------- | --------- | --------------------------------------------------------------------------------------- | ------- |
| 2017  | —                                                                                    | —                                                                                     | —                                                                                 | —                                                                                      | —                                                                                         | —         | 2e tour (1/16) K. Day \|\| style="text-align:left;" \| Chan H.-c. Zhang S.              |         |
| 2018  | —                                                                                    | —                                                                                     | —                                                                                 | —                                                                                      | —                                                                                         | —         | 1/8 de finale C. McHale \|\| style="text-align:left;" \| A. Pavlyuchenkova A. Sevastova |         |
| 2019  | —                                                                                    | —                                                                                     | —                                                                                 | —                                                                                      | —                                                                                         | —         | 1/2 finale V. King \|\| style="text-align:left;" \| E. Mertens A. Sabalenka             |         |
| 2020  | 1/4 de finale J. Brady \|\| style="text-align:left;" \| Hsieh S.-w. B. Strýcová      | 2e tour (1/16) J. Brady \|\| style="text-align:left;" \| B. Krejčíková K. Siniaková   | Annulé                                                                            | Annulé                                                                                 | 1er tour (1/16) J. Brady \|\| style="text-align:left;" \| O. Kalashnikova A. Kudryavtseva |           |                                                                                         |         |
| 2021  | 1er tour (1/32) S. Rogers \|\| style="text-align:left;" \| C. Gauff C. McNally       | 2e tour (1/16) L. Arruabarrena \|\| style="text-align:left;" \| S. Fichman G. Olmos   | 1/2 finale S. Sanders \|\| style="text-align:left;" \| V. Kudermetova E. Vesnina  | 1/4 de finale S. Sanders \|\| style="text-align:left;" \| S. Stosur Zhang S.           |                                                                                           |           |                                                                                         |         |
| 2022  | 1/4 de finale S. Sanders \|\| style="text-align:left;" \| B. Krejčíková K. Siniaková | 2e tour (1/16) S. Sanders \|\| style="text-align:left;" \| M. Keys T. Townsend        | —                                                                                 | —                                                                                      | 1/2 finale S. Sanders \|\| style="text-align:left;" \| C. McNally T. Townsend             |           |                                                                                         |         |
| 2023  | 1/4 de finale A. Kalinskaya \|\| style="text-align:left;" \| S. Aoyama E. Shibahara  | 1er tour (1/32) J. Niemeier \|\| style="text-align:left;" \| M. Kato A. Sutjiadi      | 1/2 finale Zhang S. \|\| style="text-align:left;" \| S. Hunter E. Mertens         | 1er tour (1/32) A. Muhammad \|\| style="text-align:left;" \| L. Siegemund V. Zvonareva |                                                                                           |           |                                                                                         |         |
| 2024  | 2e tour (1/16) P. Stearns \|\| style="text-align:left;" \| D. Schuurs L. Stefani     | 1/2 finale D. Krawczyk \|\| style="text-align:left;" \| K. Siniaková C. Gauff         | 1/2 finale D. Krawczyk \|\| style="text-align:left;" \| G. Dabrowski E. Routliffe | 2e tour (1/16) D. Krawczyk \|\| style="text-align:left;" \| A. Danilina I. Khromacheva |                                                                                           |           |                                                                                         |         |
| 2025  | 1er tour (1/32) A. Krueger \|\| style="text-align:left;" \| S. Aoyama E. Hozumi      | 1er tour (1/32) D. Krawczyk \|\| style="text-align:left;" \| O. Danilović A. Potapova | 1/4 de finale S. Kenin \|\| style="text-align:left;" \| O. Gadecki D. Krawczyk    |                                                                                        |                                                                                           |           |                                                                                         |         |

N.B. : le nom de la partenaire se trouve sous le résultat ; les noms des ultimes adversaires se trouvent à droite.

### En double mixte
| Année | Open d'Australie                                                                | Open d'Australie | Internationaux de France | Internationaux de France | Wimbledon | Wimbledon | US Open | US Open |
| ----- | ------------------------------------------------------------------------------- | ---------------- | ------------------------ | ------------------------ | --------- | --------- | ------- | ------- |
| 2021  | 1er tour (1/16) F. Martin \|\| style="text-align:left;" \| N. Melichar R. Farah | —                | —                        | —                        | —         | —         | —       |         |

N.B. : le nom du partenaire se trouve sous le résultat ; les noms des ultimes adversaires se trouvent à droite.

## Parcours en «Premier» et WTA 1000
Les tournois WTA « Premier Mandatory » et « Premier 5 » (entre 2009 et 2020) et WTA 1000 (à partir de 2021) constituent les catégories d'épreuves les plus prestigieuses, après les quatre levées du Grand Chelem. 

De 2009 à 2023, les tournois Premier Mandatory (dits tournois WTA 1000 obligatoires entre 2021 et 2023) regroupent Indian Wells, Miami, Madrid et Pékin, les autres constituant les tournois Premier 5 (tournois WTA 1000 non-obligatoires). À partir de 2024, le nombre de tournois WTA 1000 passe à 10 par saison (fin de l’alternance Doha / Dubaï), ces derniers devenant tous obligatoires et offrant tous 1000 points à la vainqueure (contre 900 points précédemment pour les tournois Premier 5).

### En simple dames
| Année |       |                            |                           |                           |                           |                              |                            |                              |                             |                             |  |                            |
| Doha  | Dubaï | Indian Wells               | Miami                     | Madrid                    | Rome                      | Canada                       | Cincinnati                 | Pékin                        |                             | Wuhan                       |  |                            |
| Doha  | Dubaï | Indian Wells               | Miami                     | Madrid                    | Rome                      | Canada                       | Cincinnati                 | Pékin                        | Guadalajara                 |                             |  |                            |
| Doha  | Dubaï | Indian Wells               | Miami                     | Madrid                    | Rome                      | Canada                       | Cincinnati                 | Pékin                        |                             |                             |  |                            |
| 2018  |       |                            | WTA 500                   | 3e tour (1/16) S. Halep   |                           |                              |                            | 1er tour (1/32) V. Williams  |                             |                             |  |                            |
|       |       |                            |                           |                           |                           |                              |                            |                              |                             |                             |  |                            |
| 2022  |       |                            | WTA 500                   |                           |                           |                              |                            |                              |                             | Hors calendrier             |  | 1er tour (1/32) D. Collins |
| 2023  |       | WTA 500                    |                           |                           |                           |                              |                            |                              |                             |                             |  | Finale M. Sákkari          |
| 2024  |       | 1er tour (1/32) M. Kostyuk | 1er tour (1/32) P. Martić | 3e tour (1/16) Yuan Y.    | 1er tour (1/64) C. Tauson | 3e tour (1/16) Y. Putintseva | 1er tour (1/64) B. Pera    | 1er tour (1/32) A. Anisimova | 1er tour (1/32) T. Townsend | 2e tour (1/32) E. Avanesyan |  | 1er tour (1/32) Wang Xn.   |
| 2025  |       |                            |                           | 3e tour (1/16) M. Kostyuk |                           | 2e tour (1/32) L. Samsonova  | 2e tour (1/32) D. Shnaider | 1er tour (1/64) A. Blinkova  | 1er tour (1/64) R. Šramková |                             |  |                            |

Sous le résultat, l’ultime adversaire.
1. 1 2   Les tournois de Doha et Dubaï alternent le statut de tournoi WTA 1000 (ex Premier 5) entre 2009 et 2023 : les trois premières éditions ont lieu à Dubaï, les trois suivantes à Doha, puis Dubaï accueille le tournoi de cette catégorie les années impaires et Dubaï les années paires. De 2011 à 2023, la ville qui n’accueille pas de WTA 1000 organise à la place un tournoi WTA 500 (ex Premier).
2. 1 2 3 4 5 6 7   L’ordre de déroulement des tournois a évolué depuis 2009 : Rome se dispute avant Madrid et Cincinnati avant Montréal/Toronto jusqu’en 2010, tandis que Tokyo (2009-2013)-Wuhan (2014-2019, 2024-)-Guadalajara (2022-2023) ont lieu avant Pékin jusqu’en 2023.
3. ↑  Le 1er décembre 2021, le président de la WTA, Steve Simon, annonce que tous les tournois prévus en Chine et à Hong Kong sont suspendus à partir de 2022, en raison de préoccupations concernant la sécurité et le bien-être de la joueuse de tennis chinoise Peng Shuai après ses allégations de relations sexuelles non-consenties avec Zhang Gaoli, membre de haut rang du Parti communiste chinois. Le tournoi de Pékin revient en 2023. Le tournoi de Guadalajara remplace celui de Wuhan pendant deux ans, ce dernier réapparaissant en 2024.

## Classements en fin de saison
| Année          | 2014 | 2015 | 2016 | 2017 | 2018 | 2019 | 2020 | 2021 | 2022 | 2023 | 2024 |
| Rang en simple | 1078 | –    | 348  | 148  | 128  | 148  | 151  | 195  | 172  | 42   | 82   |
| Rang en double | 1145 | 1282 | 823  | 99   | 163  | 63   | 38   | 27   | 35   | 40   | 14   |

Source : (en) Classements de Caroline Dolehide sur le site officiel de la Fédération internationale de tennis